# Ladislav Pecko
Ladislav Pecko (Krásno nad Kysucou, 27 giugno 1968) è un allenatore di calcio ed ex calciatore slovacco, di ruolo centrocampista, commissario tecnico dell'Under-17 slovacca.

## Palmarès

### Allenatore
- Campionato slovacco: 1

Slovan Bratislava: 2008-2009
- Supercoppa di Slovacchia: 1

Slovan Bratislava: 2009